# Stylidiaceae
Stylidiaceae é uma família de plantas angiospérmicas (plantas com flor - divisão Magnoliophyta), pertencente à ordem Asterales.
A ordem à qual pertence esta família está por sua vez incluida na classe Magnoliopsida (Dicotiledóneas): desenvolvem portanto embriões com dois ou mais cotilédones.

## Gêneros
- Donatia
- Forstera
- Levenhookia
- Oreostylidium
- Phyllachne
- Stylidium